# 高希舜
高希舜（1895年—1982年），字爱林，号一峰山人、清凉山人，男，湖南桃江人，中国画家，美术教育家。

## 生平
1918年毕业于湖南省立第一师范学校。不久入国立北京美术学校，得到王梦白、陈师曾、姚茫父等指导。
1924年从国立北京美术学校师范系毕业。同年，与同学五人创办北京京华美术专门学校，由其师姚华任校长。
1927年留学日本，在东京高等工艺学校学习图案，回国后创办南京美术专科学校，任校长兼教授。
抗战爆发后，当南京即将沦陷之际，高希舜于1938年将南京美专迁至自己家乡———桃花江镇附近的杨家坳鸣石滩，仍任校长，由其妹夫章毅然担任教务长，直到1949年始终坚持在桃江办学。
1949年后任教于中央美术学院，并在中国艺术研究院美术研究所从事中国画研究，成为中国近代画坛名宿。

## 轶事

### 与齐白石之交谊
古今画家作荷花时多在笔墨气韵上见功夫，不甚注意形态的逼真。高希舜为突破画荷花的格局，经数年苦练，练出“一笔荷”的硬功。其所创作的《荷鸭》高4米，着墨酣畅，遒劲雄浑，画出了少见的开张荷叶；而高达3米多的荷梗一笔画成，亭亭玉立，栩栩如生，成为画坛传世佳品。齐白石老人见此，惊其别开生面，自成流派，不落前人窠臼，赞曰：“余不能也！”从此一改不与人合作作画之例，欣然与高希舜合作，一生为高希舜画作题跋也最多。现收于《高希舜画集》中的就有“芋蟹”，由高希舜画鱼，齐白石画蟹；更有“鱼瓮图”名画，成于抗日战争中，画中墙上挂鱼，底下立一未开封的酒坛，将对日寇的满腔义愤融于画面，齐白石会意，欣然握笔在画上题诗：“厨下有鱼皆不炊，堂前有酒未曾开，与君不饮何时饮，李白刘伶安在哉”。白石老人92岁还为高希舜名作《荷池戏鸭》题跋云：“一峰山人之于画，手带铁圈五斤半以炼其技，故有此幅之独到处，真神品也！”由此轰动中国画坛。

### 与毛泽东的往来
高希舜17岁入长沙第一师范，曾与毛泽东同班。当时毛为文章第一，高则为国画第一。毕业后，毛泽东主持一师附小工作，聘高希舜为附小美术教师，自此开启其长达50年的美术教育生涯。
1950年，湖南土改开始，当地农民以为（美术专科学校）校长是既是“大官”便是“大坏蛋”，要开会“斗争”高希舜。他写信向毛泽东陈诉，得到毛亲笔回信，嘱其“速来北京工作”。高与章毅然当即出发，绕道赴京。到京后凭毛的亲笔信受到中共中央机关接待。毛再次写了字条，嘱其二人找文化部安排工作。嗣后高进入中央美术学院任教，章到中国历史博物馆任职。
感念毛泽东不忘旧谊，高希舜与章毅然邀请齐白石，三人联手作画，成《和平幸福万寿无疆》一幅，画作左下角写明“章适园画竹石，高希舜画牡丹万年青，齐白石画鸽并题时年九十四岁。”画成之后，由高希舜和章毅然亲送中南海，但止步于大门外，只将画托人送了进去。毛接画后问“是谁人送来的？是高希舜、章毅然来了，还是请人送来的？”该员出来转问，高即回说“本人未到，是请人送来的。”章毅然笑对高言“你犯了欺君之罪呀！”高希舜只说：“我怕耽误他的事，不进去为好。” 
1957年以前，高希舜又为毛泽东作了几幅画。其中有一幅《荣华下之哈巴狗》，为一哈巴狗卧于艳丽牡丹花下，或谓其似有繁盛时节应近贤君子远小人的劝谕之意。此画已被收入《毛泽东藏画集》。